# 千葉良胤
千葉 良胤（ちば よしたね）は、戦国時代の武将。千葉氏の第28代当主。第27代当主・千葉胤富の長男（次男とも）。第29代当主千葉邦胤は双子の弟だったとされている。

## 生涯
彼の存在は一部の系図類が伝えるのみで『千葉大系図』（ただし同系図は邦胤の子・重胤が校訂したとされており、その辺を差し引く必要がある）など千葉氏の主要史料などに記されておらず、また発給文書も伝わっていない。
また、彼が当主であった天正元年（1573年）より同3年（1575年）には既に邦胤が当主であった事が確認されており、戦国時代初期に武蔵国に実在した同姓同名の千葉良胤（武蔵千葉氏の千葉自胤の別名とも自胤の子である千葉盛胤の子（自胤の孫）とも言われる）を元にした架空の人物であると説もある。
ただし、江戸時代中期以後に千葉氏嫡流を名乗って家名再興に動いた人々が通説で末期の宗家の当主とされている千葉邦胤・重胤父子の末裔ではなく良胤の末裔と名乗っている事は留意すべき点である（勿論、浅草鳥越神社の宮司家の様に邦胤の子孫を名乗る家も存在する）。
実在説を唱える史料によれば、親北条氏を唱える父・胤富と違って北条氏との距離を置いて、台頭してきた織田信長とも通じたためにこれに危機感を抱いた原胤栄（実際には隠居である胤富の命か？）によって下総国公津城（現在の千葉県成田市）に幽閉され、後に脱出して奥州に逃れたとされている。
だが、現存の発給文書を追うと、千葉胤富から邦胤への当主交代が行われたのは元亀年間と考えられている。折りしもこの元亀年間には甲相駿三国同盟が崩壊して仇敵同士であった北条氏康と上杉謙信が武田信玄に対抗するために一時的に同盟（越相同盟）を締結した時期にあたる。
この時、北条・上杉両氏が互いの思惑から関東地方の勢力圏を勝手に分割したために親北条方の千葉氏は勿論、親上杉方として千葉氏と戦ってきた里見氏や佐竹氏などにも動揺が広がった時期にあたる（実際に里見義堯と武田信玄の間で同盟（甲房同盟）が締結されている）。つまり、千葉氏を巡る対外関係は混乱状態にあった。この時期に千葉氏の嫡男あるいは当主であった良胤が北条氏の姿勢に不信感を抱き、従来北条氏一辺倒であった千葉氏の政策の見直しを行おうとし、これに反対した胤富や重臣達がこれを廃して代わりに邦胤を擁立した可能性については否定できない。
天正18年（1590年）の小田原征伐で北条氏に与して千葉氏が改易されると、良胤は下総に帰還して同国で死去したと言われている。